# 齊柏林飛船三號
齊柏林飛船三號，為德意志帝國齊柏林伯爵所製造的實驗性飛船，完工於腓特烈港。於西元1906年十月9日首飛，稍晚被德意志帝國陸軍買下，並以Z I為代號投入服役，它曾運載過許多乘客，其中甚至包含德意志帝國皇儲－威廉皇儲

## 設計及投入服役
齊柏林飛艇三號（以下簡稱LZ 3）與它的前一艘飛艇－LZ 2的完工時間非常相近，甚至連船體結構、螺旋槳、引擎都是使用一樣的設計和部件，LZ 3和LZ 2的差異只有在氣體量上LZ 3多餘LZ 2而已。LZ 3藉由增設兩組雙翼升降舵改善了LZ 2俯仰角不足的問題，一組安裝在機艙走道前，另一組安裝在船身後方走道後面，另外也修改了船身尾端的雙翼水平穩定器。
在西元1906年首飛後，LZ 3做了一些修改，在機艙走道附近的三角船身結構向前後增加長度、雙翼升降舵被兩組在船體任一端的四翼升降舵取代，而方向舵安裝在水平穩定器的尖端之間。
在齊柏林飛艇四號毀壞後，LZ 3被重建並加長了船身，船身加長8公尺 （26英尺6英吋），氣體攜帶量增加到了12888立方公尺（430800立方英尺）。一個大型安定翼加裝到了船身後方的方向舵上，此外還使用了新的引擎，每具可提供105匹馬力（78千瓦），最高時速為27.5英里/小時。

## 營運歷史
它的首飛耗時兩小時十七分鐘，攜帶十一名乘客。第二次飛行安排在首飛隔天，飛行時間較短，此後由於冬季的關係，它被放氣並收起。這些飛行活動使得德國政府重新評估齊柏林伯爵的計畫，並資助了五十萬馬克給齊柏林伯爵。 然而，規定要求在政府購買任何飛船前必須進行24小時的接收飛行，在意識到LZ 3無法滿足這個要求後，LZ 4開始投入建造。在對LZ 3的控制面板進行改裝後，在西元1907年九月24日進行了歷時四小時十七分鐘的成功飛行後，在30日時又向北飛往拉斯芬堡，總飛行時數為七小時五十四分鐘。即使是飛行經驗豐富的飛行員，在出現上升或下沉氣流時偶爾也會出現操控困難的狀況。同年十月8日的一次短暫飛行，德意志帝國威廉皇儲為其中之一的乘客。十二月14日，一次暴風雨將浮動機艙吹到了岸上，造成LZ 3嚴重損壞。
在LZ 4毀壞後，LZ 3被重建並加大，並於西元1908年十月21日再次充氣，並在23日到26日之間進行了數次短暫飛行，27日時，載著德意志皇帝威廉二世的弟弟海因里希親王飛行了共五小時五十五分鐘，十一月7日，威廉皇儲再次搭乘飛船前往八十公里外的多瑙艾辛根，當時威廉二世就待在那邊。在一次惡劣的天氣中成功飛行兩天後LZ 3被官方接受，十一月10號，威廉二世親自前往腓特列港參訪齊柏林，並授予齊柏林伯爵黑鷹勳章
被重新命名為Z I的LZ 3飛船在斯別林少校帶領的軍方組員和地勤人員在西元1909年三月抵達腓特列港開始訓練，七月飛往了梅斯，並駐紮在該地，直到西元1913年五月拆解。

## 技術規格（第一次飛行時的數據）
数据来源： Robinson 1973 pp.29-31
基本诸元
- 长度： 126.19公尺（414英呎0英吋）
- 直径： 11.75公尺（38英呎6英吋）
- 体积： 11,429立方公尺（403,600立方英呎）
- 发动机： 2 × 戴姆勒活塞引擎，63千瓦（84匹馬力） 每个

性能
- 最大速度： 40公里/時（25英里/時）

## 註腳
1. ↑  Robinson 1973 p.34
2. ↑  Robinson 1973 pp.33-4.
3. ↑  Robinson 1973 p.42.
4. ↑  Robinson 1973, p.32.
5. ↑  Robinson 1973 pp.34-5.
6. ↑  Robinson 1973 p.43.